# Odeceixe
Odeceixe est un village et une paroisse civile de la partie nord de la municipalité d'Aljezur, dans l'Algarve portugaise, située dans le parc naturel du sud-ouest de l'Alentejo et de la côte vincentine. Le village se trouve sur la rive sud de la Ribeira de Seixe, qui forme ici la frontière entre l'Algarve et l'Alentejo. La population de la ville en 2011 était de 961, dans une zone de 41,91 km2.

## Géographie
Odeceixe est située sur la topographie fortement inclinée qui sépare les régions de l'Algarve et de l'Alentejo ; la rive sud de la Ribeira de Seixe qui traverse cette paroisse est la ligne de démarcation de cette frontière.
La paroisse comprend Praia do Odeceixe, à 4 km à l'ouest du village d'Odeceixe, à l'embouchure de la Ribeira de Seixe. C'est l'une des rares plages naturistes officielles du Portugal.
La paroisse est bordée au nord par São Teotónio, à l'est par Marmelete et au sud par Rogil, tandis qu'à l'ouest se trouve l'océan Atlantique.

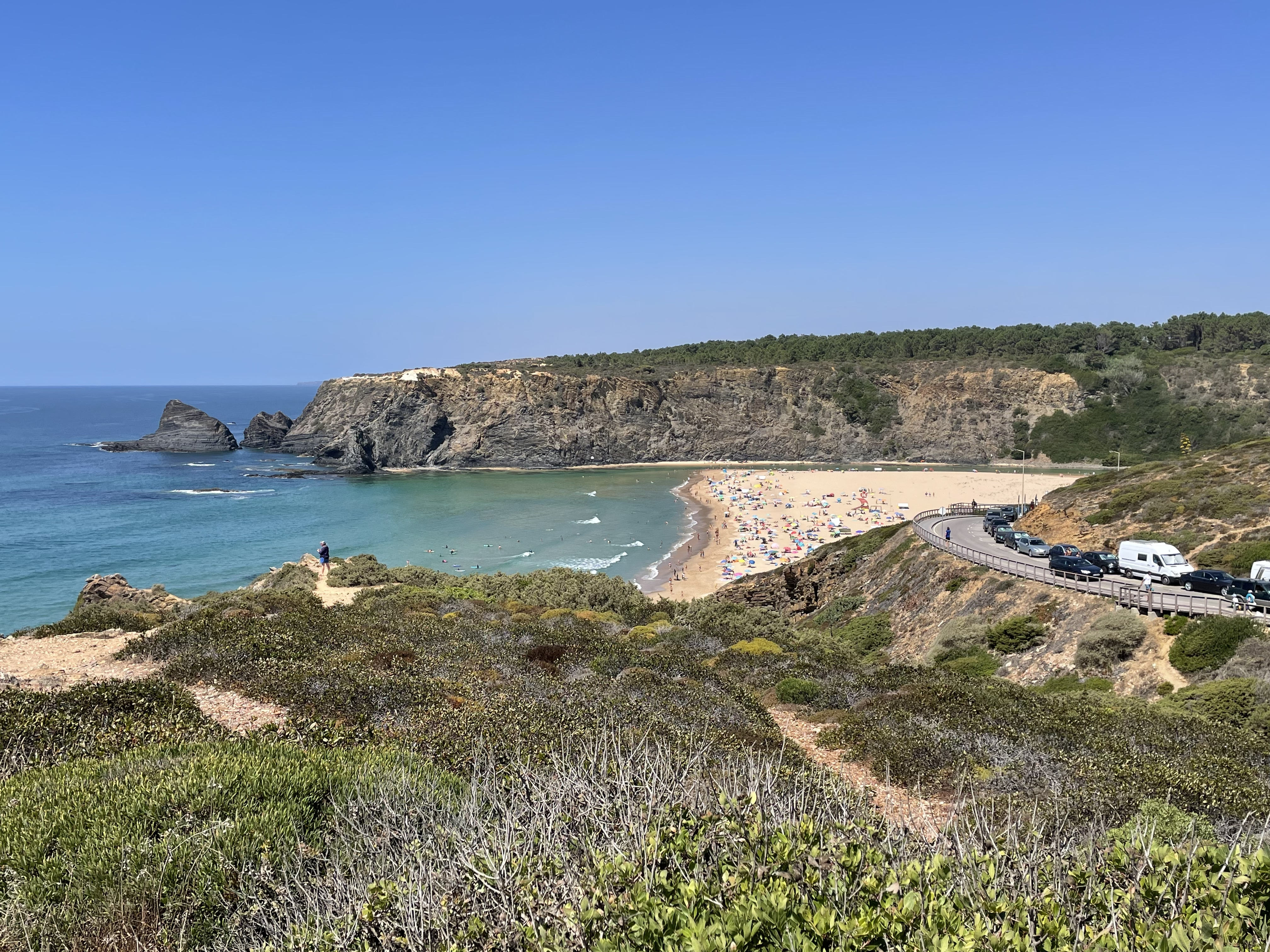
Plage d'Odeceixe
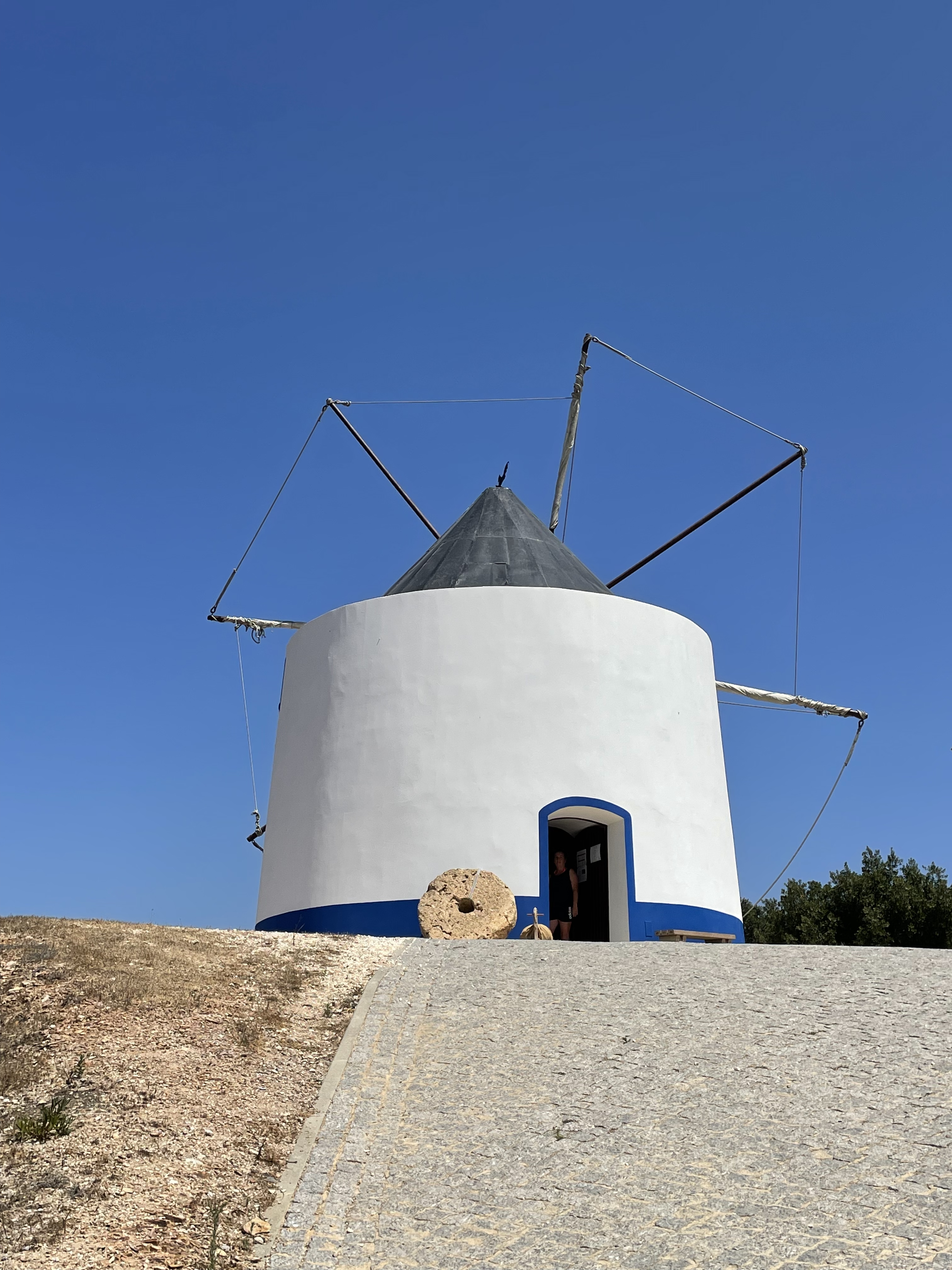
Moulin d'Odeceixe